# アリシア・サクラモーン
アリシア・サクラモーン（Alicia Marie Sacramone、1987年12月3日 - ）は、アメリカ合衆国の体操競技選手である。
サクラモーンは8歳で体操競技を始め、2002年にエリート・ランクになり、2003年に全米のナショナルチームに入った。2004年から2008年の全米選手権では、跳馬での4つの金メダル、床運動での2つの金メダルを含む12個のメダルを獲得した。2005年から2007年の世界体操競技選手権では、2005年の床運動、2007年の団体での金メダルを含む7つのメダルを獲得した。2008年北京オリンピックでは、団体で銀メダルを獲得した。2010年、サクラモーンは全米選手権の跳馬で再び優勝した。2010年末にロッテルダムで行われた世界選手権でも跳馬で優勝した。この金メダルで合計9つのメダルとなり、シャノン・ミラー、ナスティア・リューキンと並び、世界選手権でのアメリカ女子体操選手獲得メダル数の歴代最多タイ記録となった。
サクラモーンはインタビューで遠慮ない発言をするとともに、チームではリーダーシップを発揮している。

## 人生
サクラモーンは1987年12月3日にマサチューセッツ州ボストンで歯科矯正医の父フレッドと母ゲイルの間に 生まれた。イタリア人の血が入っている。兄弟には5歳上の兄のヨナタンがいる。2006年にウィンチェスター高校を卒業した。この頃はデンバー・ブロンコスのクォーターバックであるブレイディ・クインと付き合っていた。

## 初期のキャリア
サクラモーンは3歳からダンスを習っており、5年後の1996年、8歳から体操を始めた。Gymnastics and More clubでルーマニア人コーチであるミハイとシルヴィアのブレスチャン夫妻の指導を受け、彼らがアッシュランドに自身の施設をオープンした後も従った。ブレスチャン夫妻は2008年までサクラモーンのコーチを務めた。
サクラモーンは2002年にエリート・ランクになり、U.S. Classic competitionのジュニア部門で総合で7位、跳馬で6位に入った。2002年の全米選手権では総合で22位だったが、平均台では7位に入った。彼女の成績は翌年には飛躍的に上がり、2003年の全米選手権で総合で14位、跳馬では銅メダルを獲得し、アメリカのナショナルチームに選ばれた。サクラモーンは2003年に初めての国際大会であるフランスのMassilia Cupにも挑戦し、床運動で4位、跳馬で9位に入った。

## シニアでのキャリア

### 2004年
2004年、サクラモーンはハワイで行われた環太平洋体操競技選手権の代表に選ばれた。彼女の貢献もあってチームは金メダルを獲得し、自身も跳馬で個人優勝した。サクラモーンの力強い演技はメディアの注目を集め、彼女は2004年のアテネオリンピックの候補として認識されるようになった。
しかし2004年の全米選手権では演技の失敗が多く、サクラモーンのオリンピック出場は叶わなかった。彼女は跳馬でMohini Bhardwajと銀メダルを分けあったが、総合では19位でオリンピック選考大会への出場権が得られなかった。背中に怪我も負い、回復まで時間がかかった。
2004年後半もナショナルチームで活躍し、パンアメリカ個人競技選手権では跳馬と床運動で優勝した。バーミンガムで開催されたワールドカップ決勝では、オリンピックでの跳馬のチャンピオンのモニカ・ロシュを破って優勝し、再びメディアの注目を集めた。

### 2005年-2006年
2005年の全米選手権では、床運動と跳馬で優勝した。跳馬では9.9点を記録し、平均台では3位、総合では4位だった。2005年にメルボルンで行われた世界選手権でも代表に選ばれ、床運動で金メダル、跳馬で銅メダルを獲得した。また2005年のワールドカップでもヘントで行われた予選、パリで行われた決勝とも跳馬で優勝し、タイトルを守った。
サクラモーンは2006年にもオーフスで行われた世界選手権に出場し、団体で銀メダル、個人の跳馬でも銀メダルを獲得した。その年の全米選手権では跳馬と床運動のタイトルを守った。
2006年9月、サクラモーンはブラウン大学に入学し、学校の体操チームに所属した。2006年から2007年のシーズンでは、ブレスチャンの訓練を受けながら、全米大学体育協会の全ての大会に出場した。彼女は1980年代後半のケリー・ガリソン以来初めて大学と全米大学体育協会の大会を両立したアメリカ人女性となった。
ブラウン大学での最初の年、彼女は総合、跳馬、床運動で大学の最高得点記録を更新し、ECAC(Eastern College Athletic Conference )のルーキー・オブ・ザ・イヤーに出場し、5種目全てで優勝した最初の選手となり、これまでの総合得点の記録も更新した。NCAAの全国大会にも個人床運動で出場権を得たが、これはブラウン大学の学生としては2人目のことだった。しかし予選を勝ち抜けなかった。

### 2007年
2007年の全米選手権で、サクラモーンは3種目に出場し、段違い平行棒は欠場した。跳馬では金メダル、床運動では銀メダル、平均台では銅メダルを獲得した。続いてシュトゥットガルトで行われた世界選手権にも出場した。
世界選手権で、サクラモーンは床運動と跳馬で決勝に進み、アメリカチームの予選トップ通過に貢献した。平均台でも予選通過の得点を得たが、それぞれの競技に1国から2名までしか参加できないとの国際体操連盟のルールがあり、チームメートのナスティア・リューキンとショーン・ジョンソンが彼女より高い点を得ていたため、サクラモーンは決勝に進めなかった。団体の決勝では、サクラモーンは跳馬、平均台、床運動に出場し、それぞれ15.750点、15.600点、15.325点を獲得した。アメリカチームが難しい演技に挑戦し、平均台で2人が重大なミスを犯すと、サクラモーンはチームを集め、次の床運動に集中するようにみんなを元気づけた。アメリカチームは合計184.400点を得て、中国チーム、ルーマニアチームを抑え優勝した。
この大会で、サクラモーンは跳馬で銅メダル、床運動ではチームメートのショーン・ジョンソンに次ぐ銀メダルを獲得した。彼女は自身の演技に目に見えて狼狽しており、床運動の後、授賞式の間も涙をこらえていた。
コーチのブレスチャンとナショナルチームのコーディネーターであるMarta Karolyiは、2008年の北京オリンピックに備えるため、2007年から2008年シーズンのNCAAの大会を欠場するように勧めた。2007年9月、彼女はエージェントと契約を結んでプロに転向し、NCAAの残りの大会を欠場することを表明した。

### 2008年オリンピックまで

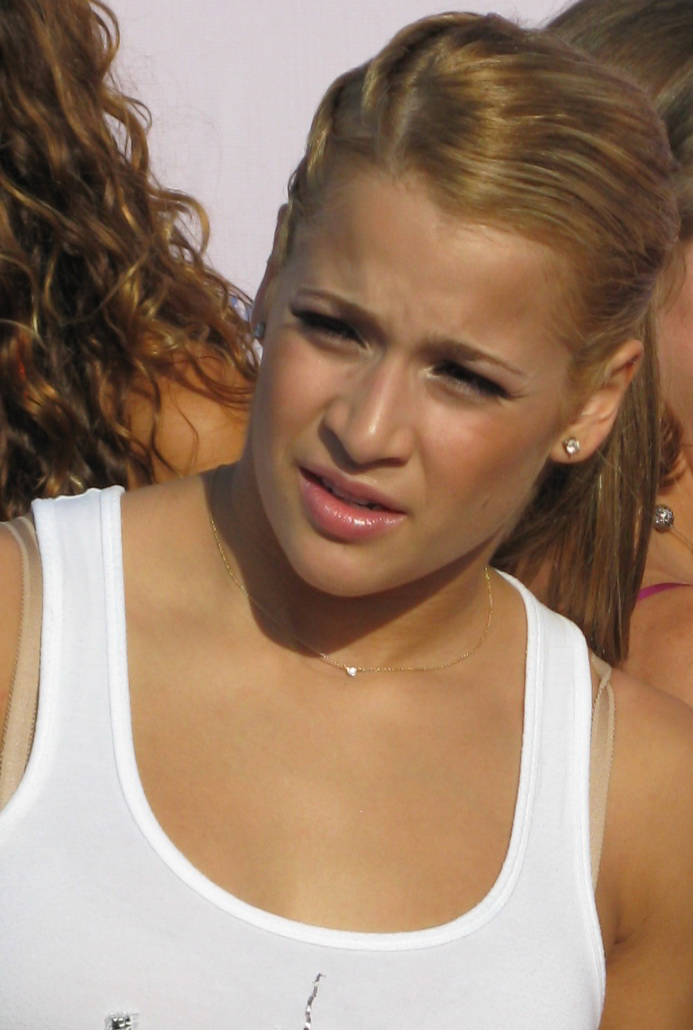
2008年9月14日、サンディエゴの"Frosted Pink With a Twist"にて

2007年から2008年のシーズンは、彼女は大学のチームでボランティアのアシスタントコーチとして練習した。彼女はまだ社会学を専攻するブラウン大学の学生であったが、2008年春からオリンピックに向けた準備を始めた。
ボストンで行われた2008年の全米選手権とフィラデルフィアで行われたオリンピック選考会で好成績を収め、7月19日に彼女は北京オリンピックの代表に選ばれた。

### 2008年夏季オリンピック
オリンピックでは、サクラモーンは3種の個人種目と団体戦に出場した。団体の決勝では、跳馬で15.675点を出したが、床運動と平均台では落下し、1.70点の減点であった。
団体決勝の翌日、彼女はアメリカチームが優勝を逃して銀メダルに留まった元凶だとして、メディアから批判を浴びた。サクラモーン自身も責任を認めるコメントを述べたが、ジョージア大学ヘッドコーチのSuzanne Yoculanや前オリンピック出場者のJohn Roethlisberger、International Gymnast誌編集者のPaul Ziertら体操の評論家は、サクラモーンのミスがなくても中国には届かなかったとして、彼女を擁護した。アメリカチームも彼女を支持し、チームメートのブリジット・スローンはあるインタビューで「私達全員がミスをした。」と語った。
個人競技では、サクラモーンは跳馬で3位で決勝に進んだ。決勝では北朝鮮のホン・ウンジョン、ドイツのオクサナ・チュソビチナ、中国の程菲に次いで4位になり、惜しくもメダルに届かなかった。程は最初の跳馬で落下していたため、この結果はしばしば議論を呼んだ。平均台でも中国の李珊珊、チームメートのナスティア・リューキン、ショーン・ジョンソンに次いで4位で決勝に進出したが、「1国2人ルール」により決勝は欠場した。

### 2008年の一時的な引退
サクラモーンはインタビューで北京オリンピック後の引退をほのめかしていた。2009年2月のボストン・ブルーインズのアイスホッケーの試合中のインタビューで彼女は引退の意思を認めた。

### 2009年から2010年の復帰
2009年8月6日、サクラモーンは大会への出場のための練習を再開すると発表した。しかしこの年の初めに肩を手術しており、様子を見ながらの復帰であった。
2010年7月24日、サクラモーンは Cover Girl Classicに出場し、平均台と跳馬で優勝したが、床運動と段違い平行棒には出場しなかった。彼女の競技会への復帰はメディアに好意的に受け入れられ、USAトゥデイ紙の「今週のアスリート」に選ばれた。
8月には全米選手権に参加し、跳馬と平均台にだけ出場した。跳馬で優勝してこの種目5個目の国内タイトルを獲得し、平均台では2位だった。この年、彼女はスポーツパーソン・オブ・ザ・イヤーにも選ばれた。
10月の世界選手権では、跳馬で金メダル、団体で銀メダルを獲得した。彼女は現在、世界選手権のメダルを9個持ち、シャノン・ミラー、ナスティア・リューキンと並び、世界選手権でのアメリカ女子体操選手獲得メダル数の歴代最多タイ記録となっている。

## その他の活動
2008年6月、サクラモーンとチームメートのシャノン・ミラー、ナスティア・リューキンは、女性スポーツ選手としては初めてアメリカの化粧品ブランドであるカバーガールと専属モデル契約を結んだ。サクラモーンは、チーム24フィットネスのスポークスウーマンも務めた。2009年には『モンティ・パイソン・アンド・ホーリー・グレイル』をモチーフにしたゲータレードのコマーシャルに出演した。
2009年夏はロサンゼルスに滞在し、男性ファッション会社であるタンクファームでデザインを行った。彼女はメディアで大学に戻る意思を示していたが、2009年8月にブラウン大学には戻るつもりがないことを表明した。Inside Gymnastics Magazine誌のインタビューで、「学校は続けるつもりだが、ボストンの学校に転校するつもりだ。」と述べている。またその理由を「ブラウン大学は素晴らしい学校で愛しているが、自分に最適の環境ではない。たぶん少しリベラルすぎる。素晴らしい2年間で、自分自身について沢山学び、教授やコーチからも学んだ。今はボストン大学、ボストンカレッジ、ハーバード大学等を考えている。最終的な決定をする前に、選択肢を良く考えたいが、今はハーバード大学に転校したい気持ちが大きい。」と述べている。

## 競技成績
| 年   | 大会                   | 総合 | 団体 | VT  | BB  | UB | FX  |
| ---- | ---------------------- | ---- | ---- | --- | --- | -- | --- |
| 2002 | 全米選手権 (ジュニア)  | 22   |      |     | 7   |    |     |
| 2003 | 全米選手権             | 14   |      | 4   |     |    | 3rd |
| 2004 | 全米選手権             | 19   |      | 2nd |     |    |     |
| 2004 | 環太平洋体操競技選手権 |      | 1st  | 1st |     |    |     |
| 2004 | ワールドカップ         |      |      | 1st |     |    | 4   |
| 2004 | ワールドカップ         |      |      | 1st |     |    |     |
| 2005 | 全米選手権             | 4    |      | 1st | 3rd |    | 1st |
| 2005 | 世界選手権             |      |      | 3rd |     |    | 1st |
| 2005 | ワールドカップ         |      |      | 1st |     |    | 1st |
| 2005 | ワールドカップ         |      |      | 1st |     |    | 6   |
| 2005 | アメリカカップ         |      |      | 1st |     |    | 2nd |
| 2006 | 全米選手権             | 5    |      | 1st | 6   | 8  | 1st |
| 2006 | 世界選手権             |      | 2nd  | 2nd |     |    |     |
| 2006 | ワールドカップ         |      |      | 2nd |     |    |     |
| 2007 | 全米選手権             |      |      | 1st | 3rd |    | 3rd |
| 2007 | 世界選手権             |      | 1st  | 3rd |     |    | 2nd |
| 2008 | 全米選手権             |      |      | 1st | 3rd |    | 2nd |
| 2008 | オリンピック予選       |      |      | 1st | 5   |    | 5   |
| 2008 | 北京オリンピック       |      | 2nd  | 4   |     |    |     |
| 2010 | 全米選手権             |      |      | 1st | 2nd |    |     |
| 2010 | 世界選手権             |      | 2nd  | 1st | 5   |    |     |

## 床運動の音楽
- 2002年: "Jazz Machine" - Black Machine
- 2003年-2004年: "Explosive" by ボンド (バンド)
- 2005年: "Que Locura" by Christian Reyes
- 2006年-2008年: "Santa Maria (Del Buen Ayre)" by the Gotan Project